# Адам Ференци
Адам Ференци (пол. Adam Ferency, нар. 5 жовтня 1951, Варшава) — польський актор театру і кіно.

## Біографія
Адам Ференци закінчиа Державну вищу театральну школу у Варшаве (1976). У тому ж році дебютував на сцені і в детективному телесеріалі, зігравши роль міліціонера. Грав у Театрі на Волі та Театрі Вспулчесном. У 1993 році поставив в Театрі Вспулчесном драму Девід Мемет Голлівуд, Голлівуд. З 1994 року — актор столичного Театру драми у Варшаві.
Адам Ференци ожружений з Малгожати Джевульскою. У спільному шлюбі народились син Антоній та донька . Втім, він батько доньки Францішки, яка народилась в актриси Патрісії Соліман, незважаючи на 30-річну різницю у віці і чинний шлюб з іншою жінкою. Ференци говорить про себе як про атеїста.

## Обрані ролі в театрі

### В різних театрах
- Киселевський. Карикатури (1976, реж. Густав Голоубек)
- Бюхнер. Леонс і Олена (1976, реж. Кшиштоф Залеський)
- Подання Гамлета в селі Глуха Дольна (1977, реж. Казімеж Куц)
- Ружевич. В расход (1979, реж. Тадеуш Ломницький)
- Процес (1980, реж. Агнешка Голланд, за Францом Кафкою)
- Брехт. Зліт і падіння міста Махагонні (1982, реж. Кшиштоф Залеський)
- Ґомбрович. Вінчання (1983, реж. Кшиштоф Залеський)
- Шекспір. Сон в літню ніч (1983, реж. Мацей Енглерт)
- Битва Масляної з Постом (1984, реж. Януш Вишневський)
- Чехов. Три сестри (1985, реж. Мацей Енглерт)
- Мюссе. Лорензаччо (1986, реж. Кшиштоф Залеський)
- Майстер і Маргарита (1987, реж. Мацей Енглерт за романом Михайла Булгакова)
- Шекспір. Дванадцята ніч (1989, реж. Мацей Енглерт)
- Похорон картоплі (1990, реж. Ян Якуб Кольський)
- Москва - Петушки (1992, реж. Томаш Зигадло, за романом Венедикта Єрофєєва)
- Мрожек. Любов у Криму (1993, реж. Ервін Аксер)
- Гольдоні. Пригода в Кьодже (1993, реж. Мацей Енглерт)
- Семен Ан-ський. Дібук (1999, реж. Агнешка Голланд)
- Виспянський. Весілля (2000, реж. Єжи Гжегожевський)
- Вінтерберг. Торжество (2001, реж. Гжегож Яжина)
- Венедикт Єрофєєв. Вальпургієва ніч, або Кроки командора (2003)
- Шекспір. Буря (2003, реж. Кшиштоф Варліковський)
- Африканські казки Шекспіра (2011, Кшиштоф Варліковський,  [Архівовано 30 серпня 2013 у WebCite]))
- Стара Данило Хармс (2011, реж. Ігор Гожковські, [недоступне посилання з лютого 2019])

### В Театре драмы
- Булгаков. Багряний острів (1995)
- Беккет. Щасливі дні (1995, реж. Антоній Лібера)
- Беккет. В очікуванні Годо (1996, реж Антоній Лібера)
- Шекспір. Як вам це сподобається (1996)
- Беккет. Кінець гри (1997, реж. Антоній Лібера)
- Шекспір. Приборкання норовливої (1997, реж. Кшиштоф Варликовський)
- Виспянський. Повернення Одіссея (1999, реж. Крістіан Люпа)
- Знищення (2001, реж. Крістіан Люпа, за романом Томаса Бернгарда)
- Я обслуговував англійського короля (2003, за романом Богуміла Грабала)
- Ібсен. Пер Гюнт (2007, реж. Павло Мішкєвич)
- Олександр Пушкін. Борис Годунов (2008, реж. Андрій Могучий,)
- Персона. Мерилін (2009, реж. Крістіан Люпа)
- Дон Кіхот (2010, реж. Мачей Подставни)

## Вибрана фільмографія
- 1977: Акція під Арсеналом (реж. Ян Ломницький)
- 1978: Кішки це сволочі (реж. Хенрік Бєльський)
- 1978: Провінційні актори (реж. Агнешка Голланд)
- 1980: Лихоманка (реж. Агнешка Голланд)
- 1981: Випадок (реж. Кшиштоф Кесльовський, фільм вийшов на екрани в 1987 році)
- 1981: Людина із заліза (реж. Анджей Вайда)
- 1981: Дитячі питання (реж. Януш Заорський)
- 1982: Мама Круль та її сини (реж. Януш Заорський, фільм вийшов на екрани в 1987 році)
- 1982: Допит (реж. Ришард Бугайський, фільм вийшов на екрани в 1989 році)
- 1983: Нагляд (реж. Веслав Саневський, фільм вийшов на екрани у 1985 році)
- 1984: Планета кравець (реж. Єжи Домарадзький)
- 1985: Боденське озеро (реж. Януш Заорський)
- 1985: Про-бі, про-ба: Кінець цивілізації (реж. Пйотр Шулькін)
- 1985: Без кінця (реж. К. Кеслевський)
- 1987: Палата № 6 (реж. Кшиштоф Грубер, за оповіданням Антона Чехова, телевізійний)
- 1990: Прощання з осінню (реж. Маріуш Трелинський за романом Станіслава Віткевича)
- 1990: Похорон картоплі (реж. Ян Якуб Кольський)
- 1996: Полковник Квятковський (реж. Казімеж Куц)
- 1999: Операція «Коза» (реж. Конрад Шолайський)
- 1999: Вогнем і мечем (реж. Єжи Гоффман, телесеріал за романом Генрика Сенкевича)
- 2003: Порнографія (реж. Ян Якуб Кольський, за романом Вітольда Ґомбровича)
- 2006: Жасмин (реж. Ян Якуб Кольський)
- 2008: Ізолятор (реж. Крістофер Дойл)
- 2008: Водій лімузина (реж. Жером Дассє)
- 2011: Варшавська битва. 1920 (реж. Єжи Гоффман)
- 2016: За синіми дверима (реж. Маріуш Палей)

## Визнання
Wielki Splendor — приз «Польського радіо» кращому акторові радіопостановок (2000).